# Рауль Рохас

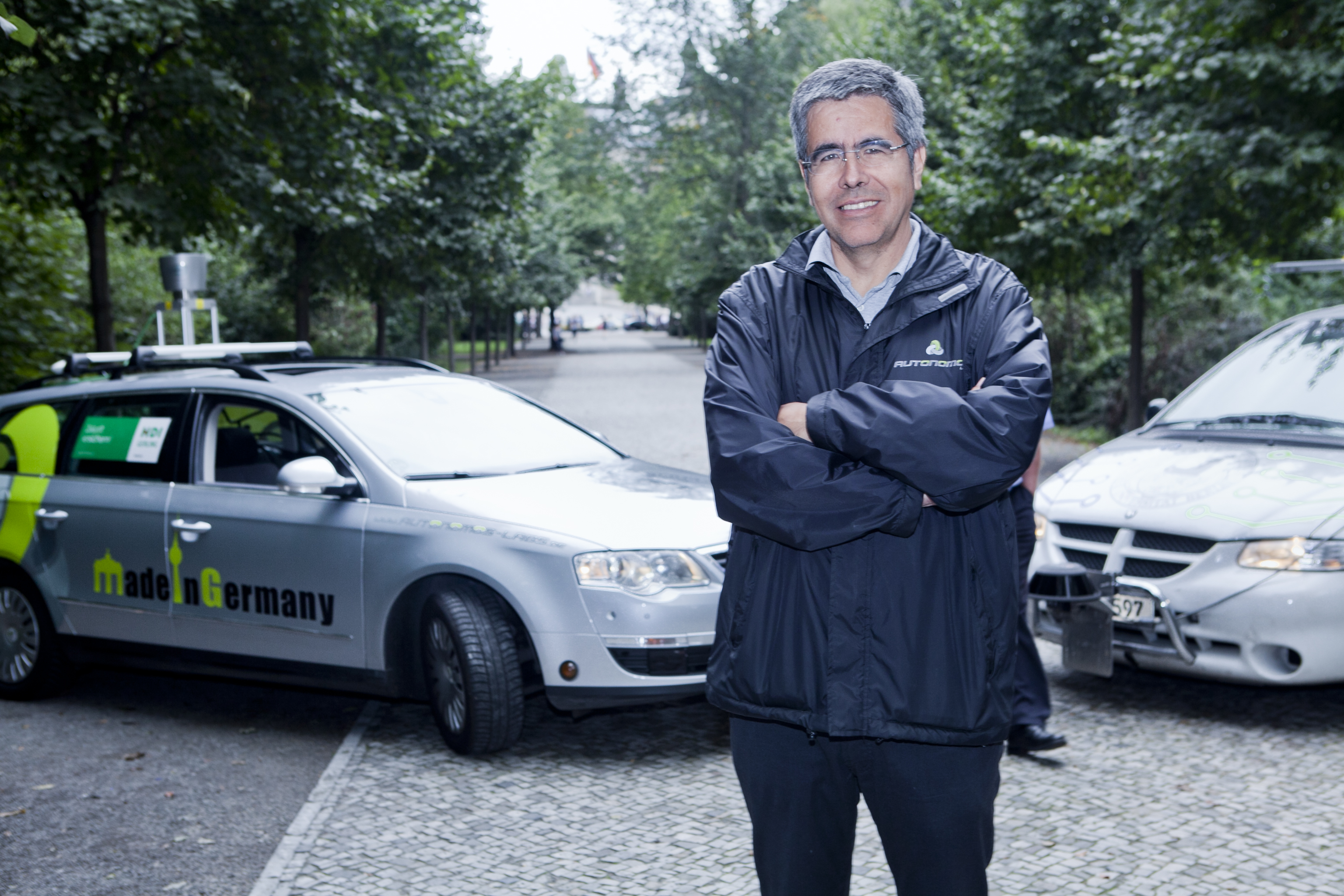
Рауль Рохас у серпні 2011 року

Рауль Рохас Гонсалес (ісп. Raúl Rojas González, 1955-) - професор інформатики та математики Вільного університету Берліна та Університету штату Невада в Рено, та відомий фахівець із штучних нейронних мереж
Став відомим завдяки успіху в розробці роботів що грають футбол. Роботи які він створив називались FU-Fighters, і були чемпіонами світу з футболу серед роботів у 2004 та 2005 роках. Зараз він очолює проект автономного автомобіля  під назвою Spirit of Berlin.
В 2010 був кандидатом на пост президента Вільного університету Берліна разом з Пітером Андре Альтом та Крістіаною Лемке, але відкликав свою кандидатуру в кінці березня 2010.

## Зноски
1. ↑  Stellungnahme zum Rückzug der Kandidatur zum Präsidenten der FU Berlin (PDF). 31 березня 2010. Архів оригіналу (PDF; 33 kB) за 31 серпня 2014. {{cite web}}: Недійсний |deadurl=1 (довідка)